# A Árvore Mágica
A Árvore Mágica (em Polonês: Magiczne drzewo) é uma série de televisão polonesa criada por Andrzej Maleszka, e transmitida originalmente pela TVP. A série já foi vendida para 18 países, incluindo o Brasil onde foi exibida pela TVE Brasil.

## Sinopse
A série começa com um velho carvalho destruído por uma tempestade. Sua madeira é utilizada para produzir várias peças, como trenós, carinhos, lápis etc.. Estes objetos são mágicos nas mãos das crianças e dão início a várias aventuras.